# モンテヴァーゴ
モンテヴァーゴ（イタリア語: Montevago）は、イタリア共和国シチリア自治州アグリジェント県にある、人口約2,900人の基礎自治体（コムーネ）。

## 地理

### 位置・広がり

#### 隣接コムーネ
隣接するコムーネは以下の通り。括弧内のTPはトラーパニ県所属を示す。
- カステルヴェトラーノ (TP)
- メンフィ
- パルタンナ (TP)
- サラパルータ (TP)
- サンタ・マルゲリータ・ディ・ベーリチェ